# トミーズの泊めて!
トミーズの泊めて！は、よみうりテレビで放送された旅番組である。トミーズがさまざまなところを旅し、地元の人に泊めてもらい、親戚を増やすことを目的としている。

## 概要
- トミーズが布団などの宿泊道具を持って、さまざまな場所を旅する。
- 旅先の人の民家などに宿泊する。このため、最初は泊めてくれる人を探さなければならない。
- CMの前には｢健の嫁日記｣(健の家族に関する日記で、嫁に尻にしかれる様子が書かれている)がある。一度だけ｢健の嫁日記はフィクションです｣と表示されたことがある。初回、第2回は｢おーい、○○(嫁、雅、健、吉本の若手芸人など)｣
- 数回リニューアルを行っている。(トミーズの泊めて!→トミーズの泊めて、ぴょーん!→トミーズのやっぱり泊めて!→トミーズの新･泊めて!→トミーズの泊めて･ファイナル)。
- ｢トミーズの泊めて、ぴょーん!｣では行き先(空港からその日離陸する飛行機の行き先)をダーツの的のように書き、落とした矢の方向から、沖縄に行くことに決めた。(このとき、秋田などの寒い所は狭く書き、暖かい所は広く書くなどしていた)
- ｢トミーズのやっぱり泊めて!｣は韓国の済州島に行った。このとき、後から｢泊めて!｣に企画変更されたことを知り、雅が激怒した。(当初は普通の旅番組の予定だった)
- 最終日は漫才を行うのが恒例となっている。
- エンディングでは雅が健の服の中に蜘蛛(のおもちゃ)を入れる。(健は蜘蛛が苦手である)

## スタッフ
- 演出：繁澤公
- 制作協力：ワイズビジョン（2005年まで）、江戸堀本舗（2006年）
- 制作著作：讀賣テレビ放送